# Lissy Gröner
Liselotte Carola Gröner, dite Lissy Gröner, née le 31 mai 1954 à Langenfeld et morte le 9 septembre 2019, est une femme politique allemande.
Membre du Parti social-démocrate d'Allemagne, elle est députée européenne de 1989 à 2009.

## Biographie
De son premier mariage sont nés un fils et une fille. En septembre 2005, Lissy Gröner épouse sa partenaire à Bruxelles. La cérémonie de mariage a été personnellement célébrée par le maire, et était le premier mariage homosexuel d'un membre du Parlement européen, éveillant un intérêt médiatique mondial. En politique, elle s'est engagée en faveur de l'égalité des droits pour les lesbiennes et les gays. Pour son engagement international dans ce domaine, elle a reçu en 2007 le prix du courage civil du CSD de Berlin.
Le 9 septembre 2019, elle a succombé à un cancer de longue date.